# Marc Rubín de Celis
Marc Rubín de Celis (28 de abril de 1995, Lérida) es un jugador de baloncesto español que juega en la posición de base en las filas del CB Alpicat de Liga EBA.

## Trayectoria
Es un base formado en las categorías inferiores del extinto Lleida Básquet y más tarde, en la temporada 2014-15 debutaría en las filas del Força Lleida en la Liga LEB Oro donde jugaría hasta la temporada 2017-18. El base fue internacional con las categorías inferiores con España y en el 2013 fue medalla de bronce en el EuroBasket sub-18 con España, ganando el tercer puesto a Letonia (57-56).
En verano de 2018, el leridano se convierte en la cuarta incorporación Club Básquet Prat en la Liga LEB Oro.
En verano de 2019, firma con el Club Basquet Pardinyes de la Liga LEB Plata.
En la temporada 2021-22, firma por el CB Alpicat de Liga EBA, equipo vinculado al Força Lleida.

## Palmarés
- Medalla de bronce con la Selección de baloncesto de España en el Eurobasket Sub-18 2013.